# Monica Savaresi
Monica Savaresi (Roma, 23 agosto 1976) è una produttrice teatrale, imprenditrice e scrittrice italiana.

Monica Savaresi

Attiva nel panorama dello spettacolo dal vivo è fondatrice e amministratrice di Savà srl, società con sede a Roma specializzata nella produzione, promozione e distribuzione di spettacoli teatrali italiani e internazionali su scala nazionale.

## Biografia
Nasce a Roma e trascorre l’infanzia e la giovinezza sul Lago di Como, prima di trasferirsi in giro per l'Italia per inseguire i propri sogni. Nel 2000 consegue la laurea in giurisprudenza e intraprende da subito la carriera nel mondo dello spettacolo, accantonando l’idea di diventare archeologa o giudice minorile. Entra a lavorare in una società di produzione che si occupava di management di artisti, talent scouting e branded entertainment per le aziende, nonché della casa di produzione di Zelig , il programma comico televisivo di prima serata trasmesso sulle reti Mediaset.

## Carriera
Collabora con alcuni dei più influenti talent italiani, tra cui  Teresa Mannino, Ale e Franz, Checco Zalone, Geppi Cucciari, contribuendo al loro lancio e alla loro crescita professionale.
Le sue esperienze lavorative le permettono di sviluppare competenze specifiche nella produzione e distribuzione teatrale, ambiti nei quali si distingue per la capacità di individuare e valorizzare nuovi talenti. 
Dal 2018 è fondatrice e amministratrice della società Savà srl  specializzata nella produzione e distribuzione di spettacoli dal vivo in tutta Italia. Le produzioni della società spaziano dal teatro alla danza, dalla musica alla narrazione, affrontando anche tematiche di attualità.  Savà srl è associata ad Assomusica, AGIS  e dal 2025 è compagnia riconosciuta dal MIC.
Tra gli artisti con cui collabora figurano, oltre a Teresa Mannino, Drusilla Foer, Serena Rossi, Valeria Solarino, Anna Della Rosa, Veronica Cruciani,  Francesca Chillemi, Massimo Recalcati, Alessandro Baricco, Sabina Guzzanti, Roberto Saviano, Stefano Massini, Paola Minaccioni, Concita De Gregorio, Francesco Piccolo, i giovanissimi Edoardo Prati e Jacopo Veneziani, nuovi volti della stand up comedy come Giorgia Fumo, Pierluca Mariti, Alice Mangione, Annagaia Marchioro, Daniele Gattano e protagonisti del mondo della divulgazione, dell’attualità e dei nuovi media come Guido Brera, Marco Montemagno, Luca Casadei, Daniela Lucangeli, Mauro Berruto, Andrea Pezzi  e Francesca Cavallo. 
Savà srl ha gestito anche la distribuzione in Italia di progetti internazionali, tra i quali Arturo Brachetti, Slava Snow Show, David Parsons , Daniel Ezralow, The Rocky Horror Show. 

## Opere
- Bellagio - Feltrinelli, 2025, ISBN ebook 9788893907798 [8]

## note
1. ↑  Zelig
2. ↑  https://www.teatro.it/notizie/teatro/contributi-al-settore-spettacolo-perche-tanta-disparita-fra-teatri-e-produttoridistributori
3. ↑  https://sava.srl/
4. ↑  https://assomusica.org/it/homepage.html
5. ↑  https://www.agisweb.it/chi-siamo/
6. ↑  https://cultura.gov.it/
7. ↑  https://www.ilpost.it/2025/04/14/tiktoker-preferito-genitori/
8. ↑  https://www.semlibri.com/libri/bellagio/